# ジャバリ川
ジャバリ川（ジャバリがわ、ポルトガル語:Rio Javari、スペイン語:Río Yavarí）は、アマゾン川の支流の1つで、延長1,180kmの河川である。川の名称については、ポルトガル語では「ジャヴァリ」（太字はアクセント）、スペイン語では「ヤバリ」または「ジャバリ」と発音が異なる。ペルーとブラジル・アマゾナス州の国境付近を流れ、アマゾン川に合流する。合流点付近には都市ベンジャミン・コンスタン(Benjamim Constant)がある。

## その他
Amazon.co.jpが運営する靴とバッグの通信販売サイト「ジャバリ（Javari.jp）」は、アマゾン川と関連付けてジャバリ川から名づけられた。